# 陈万达
陈万达（1963年—），汉族，中华人民共和国政治人物、第十一届全国政协委员。
加入中国国民党革命委员会，担任民革中央委员、贵州省专职副主委。2008年，当选第十一届全国政协委员，代表中国国民党革命委员会，分入第三组。